# Nuoto ai XIX Giochi asiatici - 800 metri stile libero maschili
La gara dei 800 metri stile libero maschili di nuoto ai XIX Giochi asiatici si è svolta il 28 settembre 2023, durante i XIX Giochi asiatici, presso l'Hangzhou Olympic Sports Expo Center.

## Podio
| Pos.    | Atleta           | Nazione       |
| ------- | ---------------- | ------------- |
| Oro     | Kim Woo-min      | Corea del Sud |
| Argento | Fei Liwei        | Cina          |
| Bronzo  | Nguyễn Huy Hoàng | Vietnam       |

## Record
Prima della manifestazione il record del mondo (RM), il record asiatico (AS) e il record dei giochi (RC) erano i seguenti.
|  | 7'32"12 | Zhang Lin | 29 luglio 2009 Roma     |
|  | 7'32"12 | Zhang Lin | 29 luglio 2009 Roma     |
|  | 7'48"36 | Sun Yang  | 28 agosto 2018 Giacarta |

Durante la competizione è stato migliorato il seguente record:
|  | 7'46"03 | Kim Woo-min |

## Programma
| Data              | Ora (UTC+8) | Turno           |
| ----------------- | ----------- | --------------- |
| 28 settembre 2024 | 10:28       | Batteria lenta  |
| 28 settembre 2024 | 20:16       | Batteria veloce |

## Risultati

### Batterie
| Pos. | Batteria | Corsia | Atleta                      | Nazionalità   | Tempo   | Note |
| ---- | -------- | ------ | --------------------------- | ------------- | ------- | ---- |
|      | 3        | 5      | Kim Woo-min                 | Corea del Sud | 7'46"03 |      |
|      | 3        | 4      | Fei Liwei                   | Cina          | 7'49"90 |      |
|      | 3        | 2      | Nguyễn Huy Hoàng            | Vietnam       | 7'51"44 |      |
| 4    | 3        | 3      | Liu Peixin                  | Cina          | 7'53"18 |      |
| 5    | 3        | 7      | Shogo Takeda                | Giappone      | 7'54"49 |      |
| 6    | 3        | 6      | Kaito Tabuchi               | Giappone      | 8'02"00 |      |
| 7    | 3        | 1      | Aryan Nehra                 | India         | 8'04"06 |      |
| 8    | 2        | 5      | Ratthawit Thammananthachote | Thailandia    | 8'07"17 |      |
| 9    | 1        | 3      | Jerald Lium                 | Singapore     | 8'12"61 |      |
| 10   | 2        | 4      | Glen Lim Jun Wei            | Singapore     | 8'12"72 |      |
| 11   | 3        | 8      | Kushagra Rawat              | India         | 8'14"01 |      |
| 12   | 2        | 3      | Nicholas Karel Subagyo      | Indonesia     | 8'21"04 |      |
| 13   | 2        | 6      | Sauod Al-Shamroukh          | Kuwait        | 8'30"62 |      |
| 14   | 2        | 7      | He Shing Ip                 | Hong Kong     | 8'35"35 |      |
| 15   | 2        | 2      | Kwok Chun Hei               | Hong Kong     | 8'39"53 |      |
| 16   | 2        | 8      | Mohamed Ismail              | Qatar         | 9'13"14 |      |
| 17   | 1        | 4      | Düürenbayaryn Törmönkh      | Mongolia      | 9'14"07 |      |
| 18   | 1        | 5      | Gongoryn Maidar             | Mongolia      | 9'14"20 |      |
| 19   | 2        | 1      | Ahmed Diab                  | Qatar         | 9'28"78 |      |